# William Rebeyrotte
Pour les articles homonymes, voir Rebeyrotte.
Pas d'image ? Cliquez ici

a Compétitions nationales et continentales officielles uniquement.

Dernière mise à jour le 14 juin 2020.
William Rebeyrotte, né le 2 février 1971 à Bergerac[réf. nécessaire], est un joueur français de rugby à XV évoluant au poste de pilier.

## Biographie
Né le 2 février 1971 à Bergerac[réf. nécessaire] mais ayant grandi à Paris, William Rebeyrotte commence la pratique du rugby à XV au Paris UC.
Il réalise des études de droit, et poursuit son cursus par deux DEA, un en droit pénal et l'autre en environnement.
En 1996, il quitte le Paris UC et rejoint l'US Dax,. En 1999, il signe au CA Lannemezan avant de rejoindre le FC Lourdes la saison suivante. Il met ensuite un terme à sa carrière sportive en 2001.
En juin 2011, il prend ses fonctions de directeur général des services de Soustons,.
Il entraîne un temps les cadets de l'école de rugby de la Jeunesse sportive du Pays tarusate rugby,,.
Il est membre du conseil d'administration de l'US Dax. Le 17 décembre 2020, il devient président de l'association de l'US Dax rugby, structure amateur en marge du club professionnel, succédant ainsi à François Gachet.

## Vie privée
William Rebeyrotte est marié et a deux enfants, il habite à Rion-des-Landes avec sa famille.